# 靖和镇
靖和镇，是中华人民共和国四川省内江市威远县曾经下辖的一个镇。2019年12月，撤销靖和镇，将其所属行政区域划归东联镇管辖。

## 行政区划
靖和镇撤销前下辖以下地区：
华乐社区、华场村、高楼村、花祠村、三望村、河湾村、万年村、华家村、高坡村、石岭村、木瓜村、盐井村和马基村。